# 千葉市立さつきが丘東小学校
千葉市立さつきが丘東小学校（ちばしりつ さつきがおかひがししょうがっこう）は、千葉県千葉市花見川区さつきが丘にある公立小学校。さつきが丘団地の東に位置する。

## 沿革
- 1972年（昭和47年）
  - 11月1日 - 開校。
  - 12月14日 - 児童数47名で開校式が挙行された[2]。
- 1973年（昭和48年） - 園生小学校から2学年と3学年児童80名が転入し、児童数241名となる[2]。
- 1991年（平成3年） - 学区編成変えにより、1学年と2学年児童の一部が西小中台小学校へ転出[2]。
- 1992年（平成4年） - 学校週5日制スタート[3]。
- 1997年（平成7年） - 学校週5日制により、月2回土曜休業[3]。
- 2002年（平成14年） - 完全学校週5日制実施により、土曜完全休業。6学年児童を対象に小学校英語活動開始[3]。
- 2004年（平成16年） - 2学期制導入[3]。
- 2010年（平成22年） - 普通教室のテレビを地上デジタル放送に対応したものに交換[3]。

## 校外学習
6年生はさつきが丘西小学校、畑小学校の児童とともに長野県で農山村留学を行っていた。現在は千葉県鴨川市などで行われている。

## 主な卒業生
- 山里亮太[5] - 芸人、司会者

## 周辺
- 学校法人もっこく学園さつきが丘幼稚園 - 市道交差点をはさんで、対角線上に位置する。また、進学前幼稚園のひとつ。
- 犢橋貝塚公園
  - 犢橋貝塚
- さつきが丘病院
- 千葉市さつきが丘公民館
- 千葉市立さつきが丘第二保育所 - さつきが丘公民館に隣接、かつ進学前保育所のひとつ。
- 花見川区さつきが丘市民センター
- 花見川郵便局
- 京葉道路（国道14号）
- 東関東自動車道
  - 宮野木ジャンクション
  - なお、学校付近には、インターチェンジは設置されておらず、最寄りのインターチェンジは、東関東自動車道千葉北IC、または京葉道路武石ICとなる。